# Concierto oratorio de Navidad según San Lucas

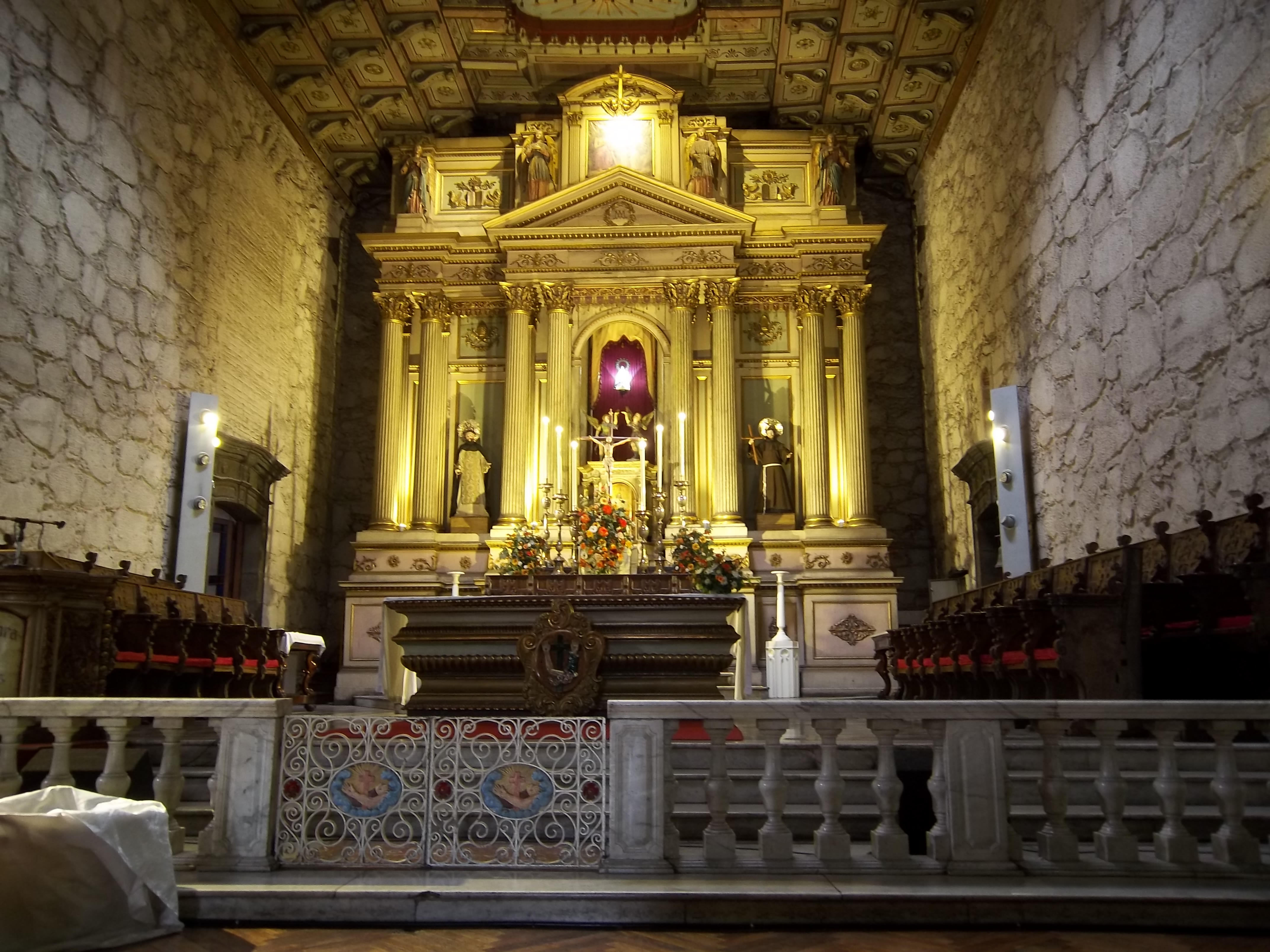
Interior de la Iglesia de San Francisco, en donde se realizó el concierto.

Concierto oratorio de Navidad según San Lucas es el octavo álbum en directo del cantautor chileno Ángel Parra como solista, lanzado originalmente en 2000 y grabado el 23 de diciembre de 1999 en un concierto en la Iglesia de San Francisco en Santiago de Chile.
Este oratorio, interpretado dos días antes de Navidad, se suma a Oratorio para el pueblo (1965) y Passion selon Saint Jean (1976), así como sus respectivas segundas versiones de 1979 y 1980. Al igual que Passion selon Saint Jean y que su otro disco Chacabuco, fue compuesto por Ángel mientras estuvo detenido en el Campo de Prisioneros Chacabuco a comienzos de la dictadura militar y antes de su exilio en Francia.
Luego del concierto apareció en el periódico El Mercurio la siguiente nota explicando cómo fue la realización del disco, texto que sería transcrito en la carátula del álbum:

«Como voz solista y guitarra, Parra recorrió junto a siete músicos y el coro del Museo de Bellas Artes -dirigido por Víctor Alarcón- los pasajes de la Anunciación del Arcángel Gabriel a la Virgen María, la visita de ésta a su prima Isabel y el nacimiento del niño en un pesebre de Belén. Un sutil trabajo de piano a cargo de Matías Pizarro y arreglos que citaron sin temor al folclore chileno, con instrumentos como la quena y el charango, sostuvieron la hermosa recreación del conjunto, inscrita en un insuperable ambiente que combinó el recogimiento y la alegría. Al final del concierto, los músicos se vieron obligados a repetir dos pasajes de la obra, como si se tratase de un recital pop en el que el público no quería dejar salir a los protagonistas de la jornada.»
Marisol García.

El álbum está dedicado al Cardenal Raúl Silva Henríquez, quien «estuvo siempre con los humillados, perseguidos, desaparecidos, con los pobres de esta tierra y fue la voz de los que no podían hablar». Ángel Parra cedió los derechos del disco a la Fundación Cardenar Raúl Silva Henríquez.

## Lista de canciones
Toda la música compuesta por Ángel Parra. Las letras corresponden a extractos del Evangelio según San Lucas. 
| Concierto oratorio de Navidad según San Lucas |                       |          |  |
| N.º                                           | Título                | Duración |  |
| 1.                                            | «Obertura»            | 1:55     |  |
| 2.                                            | «La anunciación»      | 16:46    |  |
| 3.                                            | «La visitación»       | 8:52     |  |
| 4.                                            | «Nacimiento de Jesús» | 6:35     |  |
| 5.                                            | «Los pastores»        | 2:28     |  |
| 6.                                            | «Gloria»              | 3:22     |  |
| 39:58                                         |                       |          |  |

## Créditos
Músicos

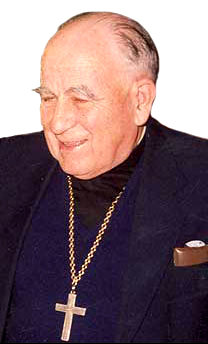
El disco está dedicado al Cardenal Raúl Silva Henríquez, quien defendió los derechos de los detenidos y desaparecidos políticos durante el dictadura militar de Augusto Pinochet.

- Ángel Parra: guitarra, solista y orador
- Matías Pizarro: arreglos, piano y dirección orquestal
- Ángela Acuña: chelo
- Pedro Greene: percusión
- Fernando Julio: contrabajo
- Cristina San Martín: oboe y corno inglés
- Paula Barrientos: flauta traversa
- Patricio Quilodrán: quena y charango
- Coro Museo de Bellas Artes, director Víctor Alarcón

Realización concierto en vivo
- Francisca Poblete: producción general
- Eduardo Vergara C.: ingeniero de grabación
- Félix Pérez: asistente de grabación
- Nelson González: iluminación
- Jennifer Walton: asistente de proyecto

Grabación
- Eduardo Vergara C., Arrayán Estudio: mezcla y masterización